# Handball Villers 59
Maillots
Dernière mise à jour : 20 janvier 2022.
Le Handball Villers 59, abrégé en H.Villers 59, anciennement dénommé CH Villers 59, est un club de handball, situé à Villers-le-Bouillet près de Huy dans la Province de Liège. 
Porteur du matricule 59, le club est affilié à la LFH. L'équipe dame évolue en D1 LFH (3e niveau) tandis que la section homme joue en promotion (5e niveau). 

## Histoire
Le Cercle de Handball Villers a été fondé en 1959 par une série de jeunes villersois sous l'initiative du professeur d'éduction physique, Joseph Demaret, également fondateur du ROC Flémalle et du club de handball de l'Université de Liège. 
Porteur du matricule 59, le club évolue dans différents endroits de la commune. Devant l'obligation d'évoluer en salle, Villers se voit même dans l'obligation de quitter en 1980 sa commune pour Waremme au Hall Edmond Leburton. Par la suite, le club évolua au Hall Robert Collignon à Amay en 1993 avant de finalement jouir de sa propre salle en 1996, le Hall Émile Collignon. 
En 1987, le CH Villers 59 troque son matricule avec La Fraternité Verviers, il acquiert le matricule 31 et devient désormais le H.Villers 59. Le matricule 59 sera récupéré en 1996, date de la disparition du club verviétois.
En 2024, le club disparaît à la suite de la fusion avec le Handball Club Amay

## Parcours

### Noms et surnoms

#### Noms
Le club a été nommé sous deux appellations différentes :
- CH Villers 59 (1959-1987) 
  - Officiellement : Cercle de Handball Villers 59
- H. Villers 59 (Depuis 1987) 
  - Officiellement : Handball Villers 59

#### Surnoms
- Les rouge et blanc : Les couleurs du club
- Les villersois : Nom des habitants de Villers-le-Bouillet
- Les hesbignons : Nom des habitants de la Hesbaye
- Le matricule 59 : Numéro dressé par l'URBH

## Comité
- Président : André Saccasyn
- Secrétaire : Thierry Bernimoulin
- Trésorier : André Praillet

## Personnalité liée au club
- Joseph Demaret : fondateur du club

## Logo

Ancien logo
Logo actuel